# Nickel(II) bromide hexamin
Niken(II) bromide hexamin là một hợp chất vô cơ, một loại muối amin phức của kim loại niken và axit bromhydric với công thức hóa học NiBr2·6NH3, tinh thể màu tím, tan rất ít trong nước.

## Điều chế
Hòa tan niken(II) bromide trong dung dịch amonia đậm đặc sẽ tạo ra phức:
{\displaystyle {\mathsf {NiBr_{2}+6(NH_{3}\cdot H_{2}O)\ \xrightarrow {} \ NiBr_{2}.6NH_{3}\downarrow +6H_{2}O}}}

## Tính chất vật lý
Niken(II) bromide hexamin tạo thành tinh thể màu tím của hệ tinh thể lập phương, nhóm không gian Fm3m, các hằng số mạng tinh thể a = 1,0361 nm, Z = 4.

## Tính chất hóa học
Nó bị phân hủy từng bước bằng cách đun nóng:
{\displaystyle {\mathsf {Ni(NH_{3})_{6}Br_{2}\ {\xrightarrow[{-NH_{3}}]{T}}\ Ni(NH_{3})_{4}Br_{2}\ {\xrightarrow[{-NH_{3}}]{T}}\ NiBr_{2}}}}